# Molnár Béla (orvos, 1886–1962)
Molnár Béla, 1901-ig Marmorstein (Munkács, 1886. június 7. – Budapest, 1962. november 28.) magyar sebész, egyetemi tanár, az orvostudományok doktora (1958), Kossuth-díjas (1958). 

## Élete
Marmorstein Izidor kereskedő és Weisz Etelka (1863–1925) gyermekeként született. A Munkácsi Állami Főgimnáziumban érettségizett, majd a Kolozsvári Magyar Királyi Ferenc József Tudományegyetemen folytatta tanulmányait, ahol 1909-ben orvosdoktori oklevelet szerzett. Ezt követően Alapy Henrik gyakornoka volt a budapesti I. számú Sebészeti Klinikán. 1911 és 1923 között a Pesti Izraelita Hitközség Szabolcs Utcai Kórházának Sebészeti Osztályán dolgozott előbb gyakornokként, majd mint klinikai orvos, végül 1923 és 1929 között rendelő főorvosként. 1929 és 1941 között a Pesti Izraelita Hitközség Bródy Adél Gyermekkórházának Sebészeti Osztályán működött főorvosként, 1941-től a háború végéig osztályvezetőként. 1945 és 1955 között a Pesti Izraelita Hitközség Kórházai, illetve a Szabolcs Utcai Állami Kórház Sebészeti Osztályának osztályvezető főorvosa volt. Megkapta a címzetes nyilvános rendkívüli tanári, majd a címzetes egyetemi tanár kinevezést.
Az Orvostovábbképző Intézet megalakulásakor mint egyetemi tanár átvette az ottani Sebészeti Tanszék vezetését. 1945–1946-ban egyetemi magántanári, majd címzetes rendkívüli tanári kinevezést kapott. 
Kimagasló gyakorlati és elméleti tevékenységet fejtett ki – többek között – a gyermeksebészet; valamint az általános hazai sebészet és az oktatás területén. Képzőművészettel is foglalkozott, mint műgyűjtő is ismert nevet szerzett. 1958-ban Kossuth-díjjal jutalmazták a sebészet, különösen a sebészek nevelése és továbbképzése terén kifejtett több évtizedes munkásságáért.ű
Házastársa Szende Erzsébet volt, Schwarcz Kálmán és Deutsch Margit lánya, akit 1919. május 24-én vett nőül. 1922-ben elváltak.

## Díjai, elismerései
- Magyar Köztársasági Érdemérem kiskeresztje (1948)
- Munka Érdemrend (1956, 1960)
- Kossuth-díj (1958)
- Balassa János-emlékérem (1960)